# Hendrik VI de Oude
Hendrik VI de Oude (circa 1345 - Włoszczowa, 5 december 1393) was van 1369 tot 1393 hertog van Sagan. Hij behoorde tot de Silezische tak van het huis Piasten.

## Levensloop
Hendrik VI was de oudste zoon van hertog Hendrik V de IJzeren van Sagan en diens echtgenote Anna, dochter van hertog Wenceslaus van Płock. 
Na de dood van zijn vader in 1369 erfde hij samen met zijn jongere broers Hendrik VII Rumpold en Hendrik VIII de Huismus het hertogdom Sagan, dat zich toen in een slechte financiële situatie bevond. Om deze te kunnen verbeteren, probeerden Hendrik VI en zijn broers om hun uitgaven tot een minimum te beperken. Door de constante bemoeienissen van de Boheemse koning Karel IV in de interne zaken van de Silezische hertogdommen, verergerde de situatie alleen maar. Zo werden de drie broers in 1375 door Karel IV gedwongen om de helft van de steden Guhrau, Glogau en Steinau aan het koninkrijk Bohemen te geven.
In de periode 1376-1377 belandde Hendrik VI in een scherp conflict met de kloosters in het hertogdom Sagan, waarvan de goederen een rijke bron van inkomsten voor de schatkist waren. Vervolgens verdeelden de drie broers in 1378 hun gezamenlijke bezittingen, waarbij Hendrik VI het hertogdom Sagan behield. 
In 1383 deed Hendrik VI samen met zijn broer Hendrik VII Rumpold een poging om de stad Fraustadt te heroveren, die hun vader tijdens zijn bewind had verloren. Ook was hij de enige van de zonen van Hendrik V de IJzeren die zich verzoende met de kloosterordes van Sagan.
Op 10 februari 1372 huwde Hendrik VI met Hedwig van Liegnitz (circa 1351 - 1409), dochter van hertog Wenceslaus I van Liegnitz. Het echtpaar kreeg een dochter die echter vroegtijdig stierf, waarna Hendrik VI en zijn vrouw uit elkaar gingen. Hendrik VI vestigde zich in de stad Crossen an der Oder, terwijl Hedwig in de stad Sagan bleef wonen. 
In december 1393 stierf Hendrik VI, waarna hij werd bijgezet in de Augustijnenkerk van Sagan. Zijn weduwe Hedwig erfde het hertogdom Sagan en bleef het besturen tot in 1403, toen ze het hertogdom Sagan aan de zonen van zijn jongste broer Hendrik VIII de Huismus schonk.